# بری کلی
بری کلی (انگلیسی: Barry Kelley؛ ۱۹ اوت ۱۹۰۸ – ۵ ژوئن ۱۹۹۱) یک هنرپیشه اهل ایالات متحده آمریکا بود. وی بین سال‌های ۱۹۴۷ تا ۱۹۶۹ میلادی فعالیت می‌کرد. کلی به خاطر  جثه بزرگ بازیگری اش  باعث شد که در درجه اول نقش قاضی، کارآگاه و افسر پلیس را بازی کند. 

## بخشی از فیلمشناسی
از فیلم‌ها یا برنامه‌های تلویزیونی که وی در آن نقش داشته‌است می‌توان به آثار زیر اشاره کرد.
- بومرنگ (۱۹۴۷)
- نیروی اهریمن (۱۹۴۸)
- بلوار واباش (۱۹۵۰)
- جنگل آسفالت (۱۹۵۰)
- فرانسیس به مسابقات می‌رود (۱۹۵۱)
- چاه (۱۹۵۱)
- کری (۱۹۵۲)
- نشان عقاب (۱۹۵۷)
- بوکانیر (۱۹۵۸)
- قصر یخی (فیلم ۱۹۶۰) (۱۹۶۰)
- المر گنتری (۱۹۶۰)
- کاندیدای منچوری (۱۹۶۲)
- ماشین سحر آمیز (فیلم ۱۹۶۸) (۱۹۶۸)
- دریانورد استثنایی (۱۹۶۹)